# Список глав государств в 1962 году
| 1961 ← Список глав государств по годам → 1963 |

В списке перечислены лидеры государств по состоянию на 1962 год. В том случае, если ведущую роль в государстве играет коммунистическая партия, указан как де-юре глава государства — председатель высшего органа государственной власти, так и де-факто — глава коммунистической партии.
Цветом выделены страны, в которых в данном году произошли смены власти вследствие следующих событий:
- Получение страной независимости;
- Военный переворот, революция, всеобщее восстание ;
- Президентские выборы;
- парламентские выборы, парламентский кризис;
- Смерть одного из руководителей страны;
- Иные причины.

## Азия
|                                                          | Арабские эмираты (протектораты Великобритании)                                               |                                                                                              |                                                                 | | |  |
|                                                          |                                                                                              | Абу-Даби                                                                                     | Эмир                                                            | Шахбут ибн Султан Аль Нахайян | 1928 год—1966 год |  |
|                                                          | Аджман                                                                                       | Эмир                                                                                         | Рашид III ибн Хумайд                                            | 1928 год—1981 год | |  |
|                                                          | Дубай                                                                                        | Шейх                                                                                         | Рашид ибн Саид Аль Мактум                                       | 1958 год—1971 год | |  |
|                                                          | Рас-эль-Хайма                                                                                | Эмир                                                                                         | Сакр ибн Мухаммад                                               | 1948 год—2010 год | |  |
|                                                          | Умм-эль-Кайвайн                                                                              | Эмир                                                                                         | Ахмад II бин Рашид аль-Муалла                                   | 1929 год—1981 год | |  |
|                                                          | Эль-Фуджайра                                                                                 | Шейх                                                                                         | Мохаммед бин Хамад                                              | 1938 год—1974 год | |  |
|                                                          | Шарджа                                                                                       | Шейх                                                                                         | Сакр III бин Султан                                             | 1951 год—1965 год | |  |
|                                                          | Афганистан                                                                                   | Афганистан                                                                                   | Король                                                          | Захир-шах | 1933 год—1973 год |  |
| Премьер-министр                                          | Афганистан                                                                                   | Афганистан                                                                                   | Мухаммед Дауд                                                   | 1953 год—1963 год, 1973 год—1978 год | |  |
|                                                          | Бахрейн (протекторат Великобритании)                                                         | Бахрейн (протекторат Великобритании)                                                         | Хаким                                                           | Иса ибн Салман Аль Халифа | 1961 год—1971 год |  |
|                                                          | Союз Бирма C 1962 года Социалистическая Республика Союз Бирма                                | Союз Бирма C 1962 года Социалистическая Республика Союз Бирма                                | Президент                                                       | Вин Маун | 1957 год—1962 год |  |
| Председатель Революционного совета                       | Союз Бирма C 1962 года Социалистическая Республика Союз Бирма                                | Союз Бирма C 1962 года Социалистическая Республика Союз Бирма                                | Не Вин                                                          | 1962 год—1974 год | |  |
| Премьер-министр                                          | Союз Бирма C 1962 года Социалистическая Республика Союз Бирма                                | Союз Бирма C 1962 года Социалистическая Республика Союз Бирма                                | У Ну Не Вин                                                     | (1948 год—1956 год, 1957 год—1958 год, 1960 год—1962 год) (1958 год—1960 год, 1962 год—1974 год)                                                          | |  |
| Флаг Брунея                                              | Бруней (протекторат Великобритании)                                                          | Бруней (протекторат Великобритании)                                                          | Султан                                                          | Омар Али Сайфуддин III | 1950 год—1967 год |  |
|                                                          | Бутан                                                                                        | Бутан                                                                                        | Король                                                          | Джигме Дорджи Вангчук | 1952 год—1972 год |  |
|                                                          | Республика Вьетнам                                                                           | Республика Вьетнам                                                                           | Президент                                                       | Нго Динь Зьем | 1955 год—1963 год |  |
|                                                          | Демократическая Республика Вьетнам                                                           | Демократическая Республика Вьетнам                                                           | Председатель ЦК Партии трудящихся Вьетнама                      | Хо Ши Мин | 1951 год—1969 год |  |
| Президент                                                | Демократическая Республика Вьетнам                                                           | Демократическая Республика Вьетнам                                                           | 1945 год—1969 год                                               | Хо Ши Мин | |  |
| Премьер-министр                                          | Демократическая Республика Вьетнам                                                           | Демократическая Республика Вьетнам                                                           | Фам Ван Донг                                                    | 1955 год—1976 год | |  |
| Флаг Израиля                                             | Израиль                                                                                      | Израиль                                                                                      | Президент                                                       | Ицхак Бен-Цви | 1952 год—1963 год |  |
| Флаг Израиля                                             | Израиль                                                                                      | Израиль                                                                                      | Премьер-министр                                                 | Давид Бен-Гурион | 1948 год—1954 год, 1955 год—1963 год |  |
|                                                          | Индия                                                                                        | Индия                                                                                        | Президент                                                       | Раджендра Прасад Сарвепалли Радхакришнан | 1950 год—1962 год 1962 год—1967 год |  |
| Премьер-министр                                          | Индия                                                                                        | Индия                                                                                        | Джавахарлал Неру                                                | 1947 год—1964 год | |  |
| Флаг Индонезии                                           | Индонезия                                                                                    | Индонезия                                                                                    | Президент                                                       | Сукарно | 1945 год—1949 год, 1950 год—1967 год |  |
| Флаг Иордании                                            | Иордания                                                                                     | Иордания                                                                                     | Король                                                          | Хусейн ибн Талал | 1952 год—1999 год |  |
| Флаг Иордании                                            | Иордания                                                                                     | Иордания                                                                                     | Премьер-министр                                                 | Бахджат ат-Тальхуни Васфи ат-Телль | (1960 год—1962 год, 1964 год—1965 год, 1967 год—1969 год, 1969 год—1970 год) (1962 год—1963 год, 1965 год—1967 год, 1970 год—1971 год)                 |  |
|                                                          | Ирак                                                                                         | Ирак                                                                                         | Президент                                                       | Мухаммед Наджиб ар-Рубаи | 1958 год—1963 год |  |
| Премьер-министр                                          | Ирак                                                                                         | Ирак                                                                                         | Абдель Керим Касем                                              | 1958 год—1963 год | |  |
|                                                          | Иран                                                                                         | Иран                                                                                         | Шах                                                             | Мохаммед Реза Пехлеви | 1941 год—1979 год |  |
| Премьер-министр                                          | Иран                                                                                         | Иран                                                                                         | Али Амини Амир Асадалла Алям                                    | 1961 год—1962 год 1962 год—1964 год | |  |
|                                                          | Йеменское Мутаваккилийское королевство с 27 сентября 1962 года Йеменская Арабская Республика | Йеменское Мутаваккилийское королевство с 27 сентября 1962 года Йеменская Арабская Республика | Король                                                          | Ахмед бен Яхья Хамидаддин Мухаммад аль-Бадр | 1948 год—1962 год 1962 год |  |
| Президент                                                | Йеменское Мутаваккилийское королевство с 27 сентября 1962 года Йеменская Арабская Республика | Йеменское Мутаваккилийское королевство с 27 сентября 1962 года Йеменская Арабская Республика | Абдалла Ас-Саляль                                               | 1962 год—1967 год | |  |
| Премьер-министр                                          | Йеменское Мутаваккилийское королевство с 27 сентября 1962 года Йеменская Арабская Республика | Йеменское Мутаваккилийское королевство с 27 сентября 1962 года Йеменская Арабская Республика | Абдалла Ас-Саляль                                               | 1962 год—1963 год | |  |
|                                                          | Йеменские султанаты и шейхства (протекторат Великобритании Аден)                             |                                                                                              |                                                                 | | |  |
|                                                          |                                                                                              | Алави                                                                                        | Шейх                                                            | Салих ибн Сайель аль-Алави | 1940 год—1967 год |  |
|                                                          | Акраби                                                                                       | Шейх                                                                                         | Махмуд ибн Мухаммад аль-Акраби                                  | 1957 год—1967 год | |  |
|                                                          | Аудхали                                                                                      | султан                                                                                       | Салих ибн Аль-Хусейн                                            | 1928 год—1967 год | |  |
|                                                          | Верхний Аулаки                                                                               | Султан                                                                                       | Авад ибн Салих                                                  | 1935 год—1967 год | |  |
|                                                          | Верхняя Яфа                                                                                  | Султан                                                                                       | Мухаммад II бин Салих аль-Хархара                               | 1948 год—1967 год | |  |
|                                                          | Дали                                                                                         | Эмир                                                                                         | Шафауль III бин Али аль-Амири                                   | 1954 год—1967 год | |  |
|                                                          | Касири                                                                                       | Султан                                                                                       | Аль-Хусейн ибн Али                                              | 1949 год—1967 год | |  |
|                                                          | Куайти                                                                                       | Султан                                                                                       | Авад II ибн Салех аль-Куайти                                    | 1956 год—1966 год | |  |
|                                                          | Лахедж                                                                                       | Султан                                                                                       | Фадл VI ибн Абд аль-Карим                                       | 1958 год—1967 год | |  |
|                                                          | Мафлахи                                                                                      | Шейх                                                                                         | Аль-Касим ибн Абд аль-Рахман                                    | 1920 год—1967 год | |  |
|                                                          | Нижний Аулаки                                                                                | Султан                                                                                       | Насир III ибн Айдарус аль-Аулаки                                | 1947 год—1967 год | |  |
|                                                          | Нижняя Яфа                                                                                   | Cултан                                                                                       | Махмуд ибн Айдарус аль-Афифи                                    | 1958 год—1967 год | |  |
|                                                          | Фадли                                                                                        | Cултан                                                                                       | Абдаллах IV бин Усман аль-Фадли Ахмад VI бин Абдаллах аль-Фадли | 1941 год—1962 год 1962 год—1964 год | |  |
|                                                          | Шаиб                                                                                         | Шейх                                                                                         | Яхья ибн Мухаммад аль-Саклади                                   | 1955 год—1963 год | |  |
|                                                          | Камбоджа                                                                                     | Камбоджа                                                                                     | Глава государства                                               | Нородом Сианук | 1960 год—1970 год |  |
| Премьер-министр                                          | Камбоджа                                                                                     | Камбоджа                                                                                     | Нородом Сианук Нхек Тиулонг Чау Сен Коксал Чхум Нородом Кантол  | (1945 год, 1950 год, 1952 год—1953 год, 1954 год, 1955 год—1956 год, 1956 год, 1957 год, 1958 год—1960 год, 1961 год—1962 год) 1962 год 1962 год—1966 год | |  |
|                                                          | Катар (протекторат Великобритании)                                                           | Катар (протекторат Великобритании)                                                           | Эмир                                                            | Ахмад бин Али Аль Тани | 1960 год—1972 год |  |
|                                                          | Кипр                                                                                         | Кипр                                                                                         | Президент                                                       | Архиепископ Макариос III | 1960 год—1974 год 1974 год—1977 год |  |
|                                                          | Китайская Народная Республика                                                                | Китайская Народная Республика                                                                | Генеральный секретарь ЦК Коммунистической партии Китая          | Мао Цзэдун | 1943 год—1976 год |  |
| Председатель                                             | Китайская Народная Республика                                                                | Китайская Народная Республика                                                                | Лю Шаоци                                                        | 1959 год—1968 год | |  |
| Премьер Госсовета                                        | Китайская Народная Республика                                                                | Китайская Народная Республика                                                                | Чжоу Эньлай                                                     | 1949 год—1976 год | |  |
|                                                          | Китайская Республика (Тайвань)                                                               | Китайская Республика (Тайвань)                                                               | Президент                                                       | Чан Кайши | 1950 год—1975 год |  |
| Председатель Исполнительного Юаня                        | Китайская Республика (Тайвань)                                                               | Китайская Республика (Тайвань)                                                               | Чэнь Чэн                                                        | 1950 год—1954 год, 1958 год—1963 год | |  |
|                                                          | Корейская Народно-Демократическая Республика                                                 | Корейская Народно-Демократическая Республика                                                 | Председатель ЦК Трудовой партии Кореи                           | Ким Ир Сен | 1949 год—1966 год |  |
| Председатель кабинета министров                          | Корейская Народно-Демократическая Республика                                                 | Корейская Народно-Демократическая Республика                                                 | 1948 год—1972 год                                               | Ким Ир Сен | |  |
| Председатель Президиума Верховного народного собрания    | Корейская Народно-Демократическая Республика                                                 | Корейская Народно-Демократическая Республика                                                 | Чхве Ён Гон                                                     | 1957 год—1972 год | |  |
| Флаг Кувейта                                             | Кувейт                                                                                       | Кувейт                                                                                       | Эмир                                                            | Абдалла ас-Салем ас-Сабах (Абдалла III) | 1961 год—1965 год |  |
| Флаг Кувейта                                             | Кувейт                                                                                       | Кувейт                                                                                       | Премьер-министр                                                 | Абдалла ас-Салем ас-Сабах (Абдалла III) | 1962 год—1963 год |  |
|                                                          | Лаос                                                                                         | Лаос                                                                                         | Король                                                          | Саванг Ватхана | 1959 год—1975 год |  |
| Премьер-министр                                          | Лаос                                                                                         | Лаос                                                                                         | Бун Ум Суванна Фума                                             | (1949 год—1950 год, 1960 год—1962 год) (1951 год—1954 год, 1956 год—1958 год, 1960 год, 1962 год—1975 год)                                                | |  |
| Флаг Ливана                                              | Ливан                                                                                        | Ливан                                                                                        | Президент                                                       | Фуад Шехаб | 1952 год, 1958 год—1964 год |  |
| Флаг Ливана                                              | Ливан                                                                                        | Ливан                                                                                        | Премьер-министр                                                 | Рашид Караме | 1955 год—1956 год, 1958 год—1960 год, 1961 год—1964 год, 1965 год—1966 год, 1966 год—1968 год, 1969 год—1970 год, 1975 год—1976 год, 1984 год—1987 год |  |
|                                                          | Малайская Федерация                                                                          | Малайская Федерация                                                                          | Янг ди-Пертуан Агонг (Верховный глава)                          | Сайед Путра | 1960 год—1965 год |  |
| Премьер-министр                                          | Малайская Федерация                                                                          | Малайская Федерация                                                                          | Абдул Рахман                                                    | 1957 год—1970 год | |  |
|                                                          | Мальдивы (протекторат Великобритании)                                                        | Мальдивы (протекторат Великобритании)                                                        | Король                                                          | Мухаммед Фарид Диди | 1954 год—1968 год |  |
| Премьер-министр                                          | Мальдивы (протекторат Великобритании)                                                        | Мальдивы (протекторат Великобритании)                                                        | Ибрагим Насир                                                   | 1957 год—1968 год | |  |
|                                                          | Монгольская Народная Республика                                                              | Монгольская Народная Республика                                                              | Первый секретарь ЦК Монгольской народной партии                 | Юмжагийн Цеденбал | 1958 год—1984 год |  |
| Председатель Совета министров                            | Монгольская Народная Республика                                                              | Монгольская Народная Республика                                                              | 1952 год—1974 год                                               | Юмжагийн Цеденбал | |  |
| Председатель Президиума Великого Государственного Хурала | Монгольская Народная Республика                                                              | Монгольская Народная Республика                                                              | Жамсарангийн Самбу                                              | 1954 год—1972 год | |  |
|                                                          | Непал                                                                                        | Непал                                                                                        | Король                                                          | Махендра | 1955 год—1972 год |  |
| Премьер-министр                                          | Непал                                                                                        | Непал                                                                                        | Тулси Гири                                                      | 1960 год—1963 год, 1964 год—1965 год, 1975 год—1977 год                                                                                                   | |  |
|                                                          | Оман (протекторат Великобритании)                                                            | Оман (протекторат Великобритании)                                                            | Султан                                                          | Саид бин Таймур | 1932 год—1970 год |  |
| Флаг Пакистана                                           | Пакистан                                                                                     | Пакистан                                                                                     | Президент                                                       | Мухаммед Айюб Хан | 1958 год—1969 год |  |
| Флаг Пакистана                                           |                                                                                              | Дир                                                                                          | Наваб                                                           | Мохаммад Шах Хосру Хан | 1960 год—1969 год |  |
| Флаг Пакистана                                           |                                                                                              | Хунза                                                                                        | мир                                                             | Мухаммад Джамаль Хан | 1945 год—1974 год |  |
|                                                          | Саудовская Аравия                                                                            | Саудовская Аравия                                                                            | Король                                                          | Сауд ибн Абдул-Азиз | 1953 год—1964 год |  |
| Премьер-министр                                          | Саудовская Аравия                                                                            | Саудовская Аравия                                                                            | Сауд ибн Абдул-Азиз Фейсал ибн Абдул-Азиз Аль Сауд              | (1953 год—1954 год, 1960 год—1962 год) (1954 год—1960 год, 1962 год—1975 год)                                                                             | |  |
|                                                          | Сикким                                                                                       | Сикким                                                                                       | Чогьял                                                          | Таши Намгьял | 1914 год—1963 год |  |
|                                                          | Сирия                                                                                        | Сирия                                                                                        | Президент                                                       | Назим аль-Кудси | 1961 год—1963 год |  |
| Премьер-министр                                          | Сирия                                                                                        | Сирия                                                                                        | Мааруф ад-Давалиби Башир Азме Халед Аль-Азем                    | 1961 год—1962 год 1962 год (1941 год, 1946 год, 1948 год—1949 год, 1949 год—1950 год, 1951 год, 1962 год—1963 год)                                        | |  |
| Флаг Таиланда                                            | Таиланд                                                                                      | Таиланд                                                                                      | Король                                                          | Рама IX (Пхумипон Адульядет) | 1946 год—2016 год |  |
| Флаг Таиланда                                            | Таиланд                                                                                      | Таиланд                                                                                      | Премьер-министр                                                 | Сарит Танарат | 1958 год—1963 год |  |
|                                                          | Турция                                                                                       | Турция                                                                                       | Президент                                                       | Джемаль Гюрсель | 1961 год—1966 год |  |
| Премьер-министр                                          | Турция                                                                                       | Турция                                                                                       | Исмет Инёню                                                     | 1923 год—1924 год, 1925 год—1937 год, 1961 год—1965 год                                                                                                   | |  |
|                                                          | Филиппины                                                                                    | Филиппины                                                                                    | Президент                                                       | Диосдадо Макапагал | 1961 год—1965 год |  |
|                                                          | Цейлон (доминион Великобритании)                                                             | Цейлон (доминион Великобритании)                                                             | Королева                                                        | Елизавета II | 1952 год—1972 год |  |
| Генерал-губернатор                                       | Цейлон (доминион Великобритании)                                                             | Цейлон (доминион Великобритании)                                                             | Оливер Эрнест Гунетиллеке Уильям Гопаллава                      | 1954 год—1962 год 1962 год—1972 год | |  |
| Премьер-министр                                          | Цейлон (доминион Великобритании)                                                             | Цейлон (доминион Великобритании)                                                             | Сиримаво Бандаранаике                                           | 1960 год—1965 год, 1970 год—1977 год, 1994 год—2000 год                                                                                                   | |  |
|                                                          | Южная Корея                                                                                  | Южная Корея                                                                                  | Президент                                                       | Юн Бо Сон Пак Чонхи | 1960 год—1962 год 1962 год—1979 год |  |
| Премьер-министр                                          | Южная Корея                                                                                  | Южная Корея                                                                                  | Сон Ё Чхан Пак Чонхи Ким Хён Чхоль                              | 1961 год—1962 год 1962 год 1962 год—1963 год | |  |
|                                                          | Япония                                                                                       | Япония                                                                                       | Император                                                       | Хирохито (император Сёва) | 1926 год—1989 год |  |
| Премьер-министр                                          | Япония                                                                                       | Япония                                                                                       | Хаято Икэда                                                     | 1960 год—1964 год | |  |

## Африка
| Флаг                                                            | Страна                                                                       | Страна                                                                       | Должность                                   | Имя                                    | Начало и конец срока                 | Фото |
| --------------------------------------------------------------- | ---------------------------------------------------------------------------- | ---------------------------------------------------------------------------- | ------------------------------------------- | -------------------------------------- | ------------------------------------ | ---- |
| Флаг Алжира                                                     | Алжир Французская колония, получившая независимость 3 июля 1962 года         | Алжир Французская колония, получившая независимость 3 июля 1962 года         | Президент Временного Исполнительного Совета | Абдеррахман Фарес                      | 1962 год                             |      |
| Флаг Алжира                                                     | Алжир Французская колония, получившая независимость 3 июля 1962 года         | Алжир Французская колония, получившая независимость 3 июля 1962 года         | Председатель Национального собрания         | Ферхат Аббас                           | 1962 год—1963 год                    |      |
| Флаг Алжира                                                     | Алжир Французская колония, получившая независимость 3 июля 1962 года         | Алжир Французская колония, получившая независимость 3 июля 1962 года         | Премьер-министр                             | Ахмед бен Белла                        | 1962 год—1963 год                    |      |
| Флаг Кот-д’Ивуара                                               | Берег Слоновой Кости                                                         | Берег Слоновой Кости                                                         | Президент                                   | Феликс Уфуэ-Буаньи                     | 1960 год—1993 год                    |      |
|                                                                 | Буганда (протекторат Великобритании)                                         | Буганда (протекторат Великобритании)                                         | кабака                                      | Мутеса II                              | 1939 год—1962 год                    |      |
| В 1962 году вошла в состав новообразованного государства Уганда | Буганда (протекторат Великобритании)                                         | Буганда (протекторат Великобритании)                                         |                                             |                                        |                                      |      |
|                                                                 | Бурунди Подопечная территория ООН, получившая независимость 1 июля 1962 года | Бурунди Подопечная территория ООН, получившая независимость 1 июля 1962 года | Мвами (король)                              | Мвамбутса IV                           | 1915 год—1966 год                    |      |
| Премьер-министр                                                 | Бурунди Подопечная территория ООН, получившая независимость 1 июля 1962 года | Бурунди Подопечная территория ООН, получившая независимость 1 июля 1962 года | Андре Мухирва                               | 1961 год—1963 год                      |                                      |      |
|                                                                 | Верхняя Вольта                                                               | Верхняя Вольта                                                               | Президент                                   | Морис Ямеого                           | 1960 год—1966 год                    |      |
| Флаг Габона                                                     | Габон                                                                        | Габон                                                                        | Президент                                   | Леон Мба                               | 1960 год—1967 год                    |      |
| Флаг Ганы                                                       | Гана                                                                         | Гана                                                                         | Президент                                   | Кваме Нкрума                           | 1960 год—1966 год                    |      |
| Флаг Гвинеи                                                     | Гвинея                                                                       | Гвинея                                                                       | Президент                                   | Ахмед Секу Туре                        | 1958 год—1984 год                    |      |
|                                                                 | Дагомея                                                                      | Дагомея                                                                      | Президент                                   | Кутуку Юбер Мага                       | 1960 год—1963 год 1970 год—1972 год  |      |
|                                                                 | Занзибар (протекторат Великобритании)                                        | Занзибар (протекторат Великобритании)                                        | Султан                                      | Абдуллах ибн Халифа                    | 1960 год—1963 год                    |      |
|                                                                 | Камерун                                                                      | Камерун                                                                      | Президент                                   | Ахмаду Ахиджо                          | 1960 год—1982 год                    |      |
| Премьер-министр (Восточный Камерун)                             | Камерун                                                                      | Камерун                                                                      | Шарль Ассале                                | 1961 год—1965 год                      |                                      |      |
| Премьер-министр (Западный Камерун)                              | Камерун                                                                      | Камерун                                                                      | Джон Нгу Фонча                              | 1961 год—1965 год                      |                                      |      |
|                                                                 | Катанга                                                                      | Катанга                                                                      | Президент                                   | Моиз Чомбе                             | 1960 год—1963 год                    |      |
|                                                                 | Конго (Конго-Браззавиль)                                                     | Конго (Конго-Браззавиль)                                                     | Президент                                   | Фюльбер Юлу                            | 1960 год—1963 год                    |      |
|                                                                 | Конго (Конго-Леопольдвиль)                                                   | Конго (Конго-Леопольдвиль)                                                   | Президент                                   | Жозеф Касавубу                         | 1960 год—1965 год                    |      |
| Премьер-министр                                                 | Конго (Конго-Леопольдвиль)                                                   | Конго (Конго-Леопольдвиль)                                                   | Сирил Адула                                 | 1961 год—1964 год                      |                                      |      |
|                                                                 | Либерия                                                                      | Либерия                                                                      | Президент                                   | Уильям Табмен                          | 1944 год—1971 год                    |      |
|                                                                 | Ливия                                                                        | Ливия                                                                        | Король                                      | Идрис I                                | 1951 год—1969 год                    |      |
| Премьер-министр                                                 | Ливия                                                                        | Ливия                                                                        | Мухаммед Осман Саид                         | 1960 год—1963 год                      |                                      |      |
|                                                                 | Мавритания                                                                   | Мавритания                                                                   | Президент                                   | Моктар ульд Дадда                      | 1960 год—1978 год                    |      |
| Флаг Мадагаскара                                                | Мадагаскар                                                                   | Мадагаскар                                                                   | Президент                                   | Филибер Циранана                       | 1959 год—1972 год                    |      |
| Флаг Мали                                                       | Мали                                                                         | Мали                                                                         | Президент                                   | Модибо Кейта                           | 1960 год—1968 год                    |      |
| Флаг Мали                                                       | Мали                                                                         | Мали                                                                         | Премьер-министр                             | Модибо Кейта                           | 1960 год—1965 год                    |      |
| Флаг Марокко                                                    | Марокко                                                                      | Марокко                                                                      | Король                                      | Хасан II                               | 1961 год—1999 год                    |      |
| Флаг Марокко                                                    | Марокко                                                                      | Марокко                                                                      | Премьер-министр                             | Хасан II                               | 1961 год—1963 год, 1965 год—1967 год |      |
| Флаг Нигера                                                     | Нигер                                                                        | Нигер                                                                        | Президент                                   | Амани Диори                            | 1960 год—1974 год                    |      |
| Флаг Нигерии                                                    | Нигерия                                                                      | Нигерия                                                                      | Королева                                    | Елизавета II                           | 1960 год—1963 год                    |      |
| Флаг Нигерии                                                    | Нигерия                                                                      | Нигерия                                                                      | Генерал-губернатор                          | Ннамди Азикиве                         | 1960 год—1963 год                    |      |
| Флаг Нигерии                                                    | Нигерия                                                                      | Нигерия                                                                      | Премьер-министр                             | Абубакар Тафава Балева                 | 1960 год—1966 год                    |      |
|                                                                 | Объединённая Арабская Республика (Египет)                                    | Объединённая Арабская Республика (Египет)                                    | Президент                                   | Гамаль Абдель Насер                    | 1958 год—1970 год                    |      |
| Премьер-министр                                                 | Объединённая Арабская Республика (Египет)                                    | Объединённая Арабская Республика (Египет)                                    | 1958 год—1962 год, 1967 год—1970 год        | Гамаль Абдель Насер                    |                                      |      |
| Председатель Исполнительного совета                             | Объединённая Арабская Республика (Египет)                                    | Объединённая Арабская Республика (Египет)                                    | Али Сабри                                   | 1962 год—1964 год                      |                                      |      |
|                                                                 | Руанда Подопечная территория ООН, получившая независимость 1 июля 1962 года  | Руанда Подопечная территория ООН, получившая независимость 1 июля 1962 года  | Президент                                   | Грегуар Кайибанда                      | 1961 год—1973 год                    |      |
| Премьер-министр Руанды                                          | Руанда Подопечная территория ООН, получившая независимость 1 июля 1962 года  | Руанда Подопечная территория ООН, получившая независимость 1 июля 1962 года  | 1961 год—1962 год                           | Грегуар Кайибанда                      |                                      |      |
|                                                                 | Салум (с 1960 года протекторат Сенегала)                                     | Салум (с 1960 года протекторат Сенегала)                                     | маад                                        | Фоде Но Гуйе Диуф                      | 1935 год—1969 год                    |      |
|                                                                 | Свазиленд (протекторат Великобритании)                                       | Свазиленд (протекторат Великобритании)                                       | нгвеньяма (король)                          | Собуза II                              | 1899 год—1982 год                    |      |
| Флаг Сенегала                                                   | Сенегал                                                                      | Сенегал                                                                      | Президент                                   | Леопольд Седар Сенгор                  | 1960 год—1980 год                    |      |
| Флаг Сенегала                                                   | Сенегал                                                                      | Сенегал                                                                      | Премьер-министр                             | Мамаду Диа                             | 1960 год—1962 год                    |      |
| Флаг Сомали                                                     | Сомали                                                                       | Сомали                                                                       | Президент                                   | Аден Абдулла Осман Даар                | 1960 год—1967 год                    |      |
| Флаг Сомали                                                     | Сомали                                                                       | Сомали                                                                       | Премьер-министр                             | Абдирашид Али Шермак                   | 1960 год—1964 год                    |      |
|                                                                 | Судан                                                                        | Судан                                                                        | Президент                                   | Ибрахим Аббуд                          | 1958 год—1964 год                    |      |
| Премьер-министр                                                 | Судан                                                                        | Судан                                                                        | 1958 год—1964 год                           | Ибрахим Аббуд                          |                                      |      |
| Флаг Сьерра-Леоне                                               | Сьерра-Леоне                                                                 | Сьерра-Леоне                                                                 | Королева                                    | Елизавета II                           | 1961 год—1971 год                    |      |
| Флаг Сьерра-Леоне                                               | Сьерра-Леоне                                                                 | Сьерра-Леоне                                                                 | Генерал-губернатор                          | Морис Генри Дорман Генри Джосия Бостон | 1961 год—1962 год 1962 год—1967 год  |      |
| Флаг Сьерра-Леоне                                               | Сьерра-Леоне                                                                 | Сьерра-Леоне                                                                 | Премьер-министр                             | Милтон Маргаи                          | 1961 год—1964 год                    |      |
|                                                                 | Танганьика C 9 декабря 1962 года — Республика Танганьика                     | Танганьика C 9 декабря 1962 года — Республика Танганьика                     | Королева                                    | Елизавета II                           | 1961 год—1962 год                    |      |
| Генерал-губернатор                                              | Танганьика C 9 декабря 1962 года — Республика Танганьика                     | Танганьика C 9 декабря 1962 года — Республика Танганьика                     | Ричард Тёрнбулл                             | 1961 год—1962 год                      |                                      |      |
| Президент                                                       | Танганьика C 9 декабря 1962 года — Республика Танганьика                     | Танганьика C 9 декабря 1962 года — Республика Танганьика                     | Джулиус Ньерере                             | 1962 год—1964 год                      |                                      |      |
| Премьер-министр                                                 | Танганьика C 9 декабря 1962 года — Республика Танганьика                     | Танганьика C 9 декабря 1962 года — Республика Танганьика                     | Джулиус Ньерере Рашиди Кавава               | 1961 год—1962 год 1962 год             |                                      |      |
| Флаг Того                                                       | Того                                                                         | Того                                                                         | Президент                                   | Силванус Олимпио                       | 1960 год—1963 год                    |      |
|                                                                 | Тунис                                                                        | Тунис                                                                        | Президент                                   | Хабиб Бургиба                          | 1957 год—1987 год                    |      |
| Флаг Уганды                                                     | Уганда Британская колония, получившая независимость 9 октября 1962 года      | Уганда Британская колония, получившая независимость 9 октября 1962 года      | Королева                                    | Елизавета II                           | 1962 год—1963 год                    |      |
| Флаг Уганды                                                     | Уганда Британская колония, получившая независимость 9 октября 1962 года      | Уганда Британская колония, получившая независимость 9 октября 1962 года      | Генерал-губернатор                          | Уолтер Коатс                           | 1962 год—1963 год                    |      |
| Флаг Уганды                                                     | Уганда Британская колония, получившая независимость 9 октября 1962 года      | Уганда Британская колония, получившая независимость 9 октября 1962 года      | Премьер-министр                             | Бенедикто Киванука Милтон Оботе        | 1962 год 1962 год—1966 год           |      |
|                                                                 | Центральноафриканская Республика                                             | Центральноафриканская Республика                                             | Президент                                   | Давид Дако                             | 1960 год—1966 год, 1979 год—1981 год |      |
| Флаг Чада                                                       | Чад                                                                          | Чад                                                                          | Президент                                   | Франсуа Томбалбай                      | 1960 год—1975 год                    |      |
| Флаг Чада                                                       | Чад                                                                          | Чад                                                                          | Премьер-министр                             | Франсуа Томбалбай                      | 1959 год—1975 год                    |      |
|                                                                 | Эфиопия                                                                      | Эфиопия                                                                      | Император                                   | Хайле Селассие                         | 1930 год—1936 год, 1941 год—1974 год |      |
| Премьер-министр                                                 | Эфиопия                                                                      | Эфиопия                                                                      | Аклилу Хабте Вольде                         | 1961 год—1974 год                      |                                      |      |
|                                                                 | Южно-Африканская Республика                                                  | Южно-Африканская Республика                                                  | Государственный президент                   | Чарльз Роббертс Сварт                  | 1961 год—1967 год                    |      |
| Премьер-министр                                                 | Южно-Африканская Республика                                                  | Южно-Африканская Республика                                                  | Хендрик Фервурд                             | 1958 год—1966 год                      |                                      |      |

## Европа
| Флаг                                                          | Страна                                    | Страна                                    | Должность                                                            | Имя | Начало и конец срока                                                                                    | Фото |
| ------------------------------------------------------------- | ----------------------------------------- | ----------------------------------------- | -------------------------------------------------------------------- | --- | --- | ---- |
| Флаг Австрии                                                  | Австрия                                   | Австрия                                   | Федеральный президент                                                | Адольф Шерф | 1957 год—1965 год                                                                                       |      |
| Флаг Австрии                                                  | Австрия                                   | Австрия                                   | Федеральный канцлер                                                  | Альфонс Горбах | 1961 год—1964 год                                                                                       |      |
|                                                               | Албания                                   | Албания                                   | Первый секретарь Центрального Комитета                               | Энвер Ходжа | 1941 год—1985 год                                                                                       |      |
| Председатель Президиума Народного собрания                    | Албания                                   | Албания                                   | Хаджи Леши                                                           | 1953 год—1982 год                                                                                                   | |      |
| Председатель Совета министров                                 | Албания                                   | Албания                                   | Мехмет Шеху                                                          | 1954 год—1981 год                                                                                                   | |      |
| Флаг Андорры                                                  | Андорра                                   | Андорра                                   | Соправители                                                          | Шарль Де Голль Президент Французской Республики                                                                     | 1959 год—1969 год                                                                                       |      |
| Флаг Андорры                                                  | Андорра                                   | Андорра                                   | Соправители                                                          | Рамон Иглеисас-и-Навори Епископ Урхельский                                                                          | 1943 год—1969 год                                                                                       |      |
| Флаг Бельгии                                                  | Бельгия                                   | Бельгия                                   | Король                                                               | Бодуэн | 1951 год—1993 год                                                                                       |      |
| Флаг Бельгии                                                  | Бельгия                                   | Бельгия                                   | Премьер-министр                                                      | Теодор Лефевр | 1961 год—1965 год                                                                                       |      |
|                                                               | Народная Республика Болгария              | Народная Республика Болгария              | Генеральный (Первый) секретарь ЦК Болгарской коммунистической партии | Тодор Живков | 1954 год—1989 год                                                                                       |      |
| Председатель Президиума Народного собрания                    | Народная Республика Болгария              | Народная Республика Болгария              | Димитр Ганев                                                         | 1958 год—1964 год                                                                                                   | |      |
| Председатель Совета министров                                 | Народная Республика Болгария              | Народная Республика Болгария              | Антон Югов Тодор Живков                                              | 1956 год—1962 год 1962 год—1971 год                                                                                 | |      |
| Флаг Ватикана                                                 | Ватикан                                   | Ватикан                                   | Папа                                                                 | Иоанн XXIII | 1958 год—1963 год                                                                                       |      |
| Флаг Ватикана                                                 | Ватикан                                   | Ватикан                                   | Государственный секретарь                                            | кардинал Амлето Джованни Чиконьяни                                                                                  | 1961 год—1969 год                                                                                       |      |
|                                                               | Великобритания                            | Великобритания                            | Королева                                                             | Елизавета II | 1952 год—2022 год                                                                                       |      |
| Премьер-министр                                               | Великобритания                            | Великобритания                            | Гарольд Макмиллан                                                    | 1957 год—1963 год                                                                                                   | |      |
| Флаг Венгрии                                                  | Венгерская Народная Республика            | Венгерская Народная Республика            | Генеральный секретарь ЦК Венгерской социалистической рабочей партии  | Янош Кадар | 1956 год—1988 год                                                                                       |      |
| Флаг Венгрии                                                  | Венгерская Народная Республика            | Венгерская Народная Республика            | Председатель Совета министров                                        | Янош Кадар | 1956 год—1958 год, 1961 год—1965 год                                                                    |      |
| Флаг Венгрии                                                  | Венгерская Народная Республика            | Венгерская Народная Республика            | Председатель Президиума Венгерской Народной Республики               | Иштван Доби | 1952 год—1967 год                                                                                       |      |
|                                                               | Германская Демократическая Республика     | Германская Демократическая Республика     | Генеральный секретарь ЦК Социалистической единой партия Германии     | Вальтер Ульбрихт | 1950 год—1971 год                                                                                       |      |
| Председатель Государственного совета                          | Германская Демократическая Республика     | Германская Демократическая Республика     | 1960 год—1973 год                                                    | Вальтер Ульбрихт | |      |
| Председатель правительства                                    | Германская Демократическая Республика     | Германская Демократическая Республика     | Отто Гротеволь                                                       | 1949 год—1964 год                                                                                                   | |      |
|                                                               | Греция                                    | Греция                                    | Король                                                               | Павел I | 1947 год—1964 год                                                                                       |      |
| Премьер-министр                                               | Греция                                    | Греция                                    | Константинос Караманлис                                              | 1955 год—1958 год, 1958 год—1961 год, 1961 год—1963 год, 1974 год—1980 год                                          | |      |
| Флаг Дании                                                    | Дания                                     | Дания                                     | Король                                                               | Фредерик IX | 1947 год—1972 год                                                                                       |      |
| Флаг Дании                                                    | Дания                                     | Дания                                     | Премьер-министр                                                      | Вигго Кампманн Йенс Отто Краг                                                                                       | 1960 год—1962 год (1962 год—1968 год, 1971 год—1972 год)                                                |      |
| Флаг Ирландии                                                 | Ирландия                                  | Ирландия                                  | Президент                                                            | Имон де Валера | 1959 год—1973 год                                                                                       |      |
| Флаг Ирландии                                                 | Ирландия                                  | Ирландия                                  | Премьер-министр (тишек)                                              | Шон Лемассн | 1959 год—1966 год                                                                                       |      |
| Флаг Исландии                                                 | Исландия                                  | Исландия                                  | Президент                                                            | Аусгейр Аусгейрссон                                                                                                 | 1952 год—1968 год                                                                                       |      |
| Флаг Исландии                                                 | Исландия                                  | Исландия                                  | Премьер-министр                                                      | Оулавюр Триггвасон Торс                                                                                             | 1942 год, 1944 год—1947 год, 1949 год—1950 год, 1953 год—1956 год, 1959 год—1961 год, 1962 год—1963 год |      |
|                                                               | Испания                                   | Испания                                   | Каудильо                                                             | Франсиско Франко | 1936 год—1975 год                                                                                       |      |
| Премьер-министр                                               | Испания                                   | Испания                                   | 1938 год—1973 год                                                    | Франсиско Франко | |      |
|                                                               | Италия                                    | Италия                                    | Президент                                                            | Джованни Гронки Антонио Сеньи                                                                                       | 1955 год—1962 год 1962 год—1964 год                                                                     |      |
| Премьер-министр                                               | Италия                                    | Италия                                    | Аминторе Фанфани                                                     | 1954 год, 1958 год—1959 год, 1960 год—1963 год, 1982 год—1983 год, 1987 год                                         | |      |
|                                                               | Лихтенштейн                               | Лихтенштейн                               | Князь                                                                | Франц Иосиф II | 1938 год—1989 год                                                                                       |      |
| Премьер-министр                                               | Лихтенштейн                               | Лихтенштейн                               | Александр Фрик Герард Батлинерд                                      | 1945 год—1962 год 1962 год—1970 год                                                                                 | |      |
| Флаг Люксембурга                                              | Люксембург                                | Люксембург                                | Великая герцогиня                                                    | Шарлотта | 1919 год—1964 год                                                                                       |      |
| Флаг Люксембурга                                              | Люксембург                                | Люксембург                                | Премьер-министр                                                      | Пьер Вернер | 1959 год—1974 год, 1979 год—1984 год                                                                    |      |
| Флаг Монако                                                   | Монако                                    | Монако                                    | Князь                                                                | Ренье III | 1949 год—2005 год                                                                                       |      |
| Флаг Монако                                                   | Монако                                    | Монако                                    | Премьер-министр                                                      | Эмиль Пеллетье Пьер Бланши (и. о.)                                                                                  | 1959 год—1962 год (1944 год, 1949 год, 1962 год—1963 год)                                               |      |
| Флаг Нидерландов                                              | Нидерланды                                | Нидерланды                                | Королева                                                             | Юлиана | 1948 год—1980 год                                                                                       |      |
| Флаг Нидерландов                                              | Нидерланды                                | Нидерланды                                | Премьер-министр                                                      | Ян Де Квай | 1959 год—1963 год                                                                                       |      |
| Флаг Норвегии                                                 | Норвегия                                  | Норвегия                                  | Король                                                               | Улаф V | 1957 год—1991 год                                                                                       |      |
| Флаг Норвегии                                                 | Норвегия                                  | Норвегия                                  | Премьер-министр                                                      | Эйнар Герхардсен | 1945 год—1951 год, 1955 год—1963 год, 1963 год—1965 год                                                 |      |
| Флаг Польши                                                   | Польская Народная Республика              | Польская Народная Республика              | Председатель ЦК Польской объединенной рабочей партии                 | Владислав Гомулка                                                                                                   | 1956 год—1970 год                                                                                       |      |
| Флаг Польши                                                   | Польская Народная Республика              | Польская Народная Республика              | Председатель Государственного совета                                 | Александр Завадский                                                                                                 | 1952 год—1964 год                                                                                       |      |
| Флаг Польши                                                   | Польская Народная Республика              | Польская Народная Республика              | Председатель Совета министров                                        | Юзеф Циранкевич | 1954 год—1970 год                                                                                       |      |
|                                                               | Португалия                                | Португалия                                | Президент                                                            | Америку де Деуш Томаш                                                                                               | 1958 год—1974 год                                                                                       |      |
| Премьер-министр                                               | Португалия                                | Португалия                                | Антониу ди Салазар                                                   | 1932 год—1968 год                                                                                                   | |      |
|                                                               | Румынская Народная Республика             | Румынская Народная Республика             | Генеральный (первый) секретарь ЦК Румынской коммунистической партии  | Георге Георгиу-Деж                                                                                                  | 1944 год—1954 год, 1955 год—1965 год                                                                    |      |
| Председатель Государственного Совета                          | Румынская Народная Республика             | Румынская Народная Республика             | 1961 год—1965 год                                                    | Георге Георгиу-Деж                                                                                                  | |      |
| Премьер-министр                                               | Румынская Народная Республика             | Румынская Народная Республика             | Ион Георге Маурер                                                    | 1961 год—1974 год                                                                                                   | |      |
| Флаг Сан-Марино                                               | Сан-Марино                                | Сан-Марино                                | Капитаны-регенты                                                     | Джованни Вито Маркуччи и Пио Галасси Доменико Форчеллини и Франческо Валли Антонио Мариа Морганти и Агостино Бьорди | 1961 год—1962 год 1962 год 1962 год—1963 год                                                            |      |
|                                                               | Союз Советских Социалистических Республик | Союз Советских Социалистических Республик | Первый секретарь ЦК КПСС                                             | Никита Хрущёв | 1953 год—1964 год                                                                                       |      |
| Председатель Совета министров                                 | Союз Советских Социалистических Республик | Союз Советских Социалистических Республик | 1958 год—1964 год                                                    | Никита Хрущёв | |      |
| Председатель Президиума Верховного Совета СССР                | Союз Советских Социалистических Республик | Союз Советских Социалистических Республик | Леонид Брежнев                                                       | 1960 год—1964 год, 1977 год—1982 год                                                                                | |      |
|                                                               | Федеративная Республика Германии          | Федеративная Республика Германии          | Федеральный президент                                                | Генрих Любке | 1959 год—1969 год                                                                                       |      |
| Федеральный канцлер                                           | Федеративная Республика Германии          | Федеративная Республика Германии          | Конрад Аденауэр                                                      | 1949 год—1963 год                                                                                                   | |      |
|                                                               | Финляндия                                 | Финляндия                                 | Президент                                                            | Урхо Калева Кекконен                                                                                                | 1956 год—1982 год                                                                                       |      |
| Премьер-министр                                               | Финляндия                                 | Финляндия                                 | Мартти Миеттунен Ахти Карьялайнен                                    | (1961 год—1962 год, 1975 год—1977 год) (1962 год—1963 год, 1970 год—1971 год)                                       | |      |
|                                                               | Франция                                   | Франция                                   | Президент                                                            | Шарль де Голль | 1959 год—1969 год                                                                                       |      |
| Премьер-министр                                               | Франция                                   | Франция                                   | Мишель Дебре Жорж Помпиду                                            | 1959 год—1962 год 1962 год—1968 год                                                                                 | |      |
|                                                               | Чехословацкая Социалистическая Республика | Чехословацкая Социалистическая Республика | Президент                                                            | Антонин Новотный | 1957 год—1968 год                                                                                       |      |
| Генеральный секретарь ЦК Коммунистической партии Чехословакии | Чехословацкая Социалистическая Республика | Чехословацкая Социалистическая Республика | Антонин Новотный                                                     | 1953 год—1968 год                                                                                                   | |      |
| Премьер-министр                                               | Чехословацкая Социалистическая Республика | Чехословацкая Социалистическая Республика | Вильям Широкий                                                       | 1953 год—1963 год                                                                                                   | |      |
| Флаг Швейцарии                                                | Швейцария                                 | Швейцария                                 | Президент                                                            | Поль Шоде | 1959 год, 1962 год                                                                                      |      |
|                                                               | Швеция                                    | Швеция                                    | Король                                                               | Густав VI Адольф | 1950 год—1973 год                                                                                       |      |
| Премьер-министр                                               | Швеция                                    | Швеция                                    | Таге Фритьоф Эрландер                                                | 1946 год—1969 год                                                                                                   | |      |
|                                                               | Югославия                                 | Югославия                                 | Генеральный секретарь Центрального Комитета                          | Иосип Броз Тито | 1945 год—1980 год                                                                                       |      |
| Президент                                                     | Югославия                                 | Югославия                                 | 1953 год—1980 год                                                    | Иосип Броз Тито | |      |
| Председатель Правительства                                    | Югославия                                 | Югославия                                 | 1945 год—1963 год                                                    | Иосип Броз Тито | |      |

## Океания
| Флаг                | Страна                                                                                           | Должность          | Имя                                     | Начало и конец срока                 | Фото |
| ------------------- | ------------------------------------------------------------------------------------------------ | ------------------ | --------------------------------------- | ------------------------------------ | ---- |
| Флаг Австралии      | Австралия                                                                                        | Королева           | Елизавета II                            | 1952 год—2022 год                    |      |
| Флаг Австралии      | Австралия                                                                                        | Генерал-губернатор | Уильям Сидни                            | 1961 год—1965 год                    |      |
| Флаг Австралии      | Австралия                                                                                        | Премьер-министр    | Роберт Мензис                           | 1939 год—1941 год, 1949 год—1966 год |      |
| Флаг Новой Зеландии | Новая Зеландия                                                                                   | Королева           | Елизавета II                            | 1952 год—2022 год                    |      |
| Флаг Новой Зеландии | Новая Зеландия                                                                                   | Генерал-губернатор | Чарльз Джон Литтелтон Бернард Фергюссон | 1957 год—1962 год 1962 год—1967 год  |      |
| Флаг Новой Зеландии | Новая Зеландия                                                                                   | Премьер-министр    | Кит Холиок                              | 1957 год, 1960 год—1972 год          |      |
| Флаг Самоа          | Западное Самоа Подопечная территория Новой Зеландии, получившая независимость 1 января 1962 года | О ле Ао О ле Мало  | Тупуа Тамасесе Меаоле                   | 1962 год—1963 год                    |      |
| Флаг Самоа          | Западное Самоа Подопечная территория Новой Зеландии, получившая независимость 1 января 1962 года | О ле Ао О ле Мало  | Малиетоа Танумафили II Сусуга           | 1962 год—2007 год                    |      |
| Флаг Самоа          | Западное Самоа Подопечная территория Новой Зеландии, получившая независимость 1 января 1962 года | Премьер            | Фиаме Матаʻафа Фаумуина Мулинуʻу II     | 1962 год—1970 год, 1973 год—1975 год |      |
| Флаг Тонги          | Тонга (протекторат Великобритании)                                                               | Королева           | Салоте Тупоу III                        | 1918 год—1965 год                    |      |
| Флаг Тонги          | Тонга (протекторат Великобритании)                                                               | Премьер            | Тауфа’ахау Тупоулахи                    | 1949 год—1965 год                    |      |

## Северная и Центральная Америка
| Флаг                          | Страна                                                                                 | Должность          | Имя                                                                    | Начало и конец срока                                                                 | Фото |
| ----------------------------- | -------------------------------------------------------------------------------------- | ------------------ | ---------------------------------------------------------------------- | ------------------------------------------------------------------------------------ | ---- |
|                               | Гаити                                                                                  | Президент          | Франсуа Дювалье                                                        | 1957 год—1971 год                                                                    |      |
| Флаг Гватемалы                | Гватемала                                                                              | Президент          | Хосе Мигель Идигорас Фуэнтес                                           | 1958 год—1963 год                                                                    |      |
| Флаг Гондураса                | Гондурас                                                                               | Президент          | Рамон Вильеда Моралес                                                  | 1957 год—1963 год                                                                    |      |
| Флаг Доминиканской Республики | Доминиканская Республика                                                               | Президент          | Хоакин Балагер Гражданско-военный совет Рафаэль Филиберто Боннельи     | (1960 год—1962 год, 1966 год—1978 год, 1986 год—1996 год) 1962 год 1962 год—1963 год |      |
|                               | Канада                                                                                 | Королева           | Елизавета II                                                           | 1952 год—2022 год                                                                    |      |
| Генерал-губернатор            | Канада                                                                                 | Жорж Ванье         | 1959 год—1967 год                                                      |                                                                                      |      |
| Премьер-министр               | Канада                                                                                 | Джон Дифенбейкер   | 1957 год—1963 год                                                      |                                                                                      |      |
|                               | Коста-Рика                                                                             | Президент          | Марио Эчанди Хименес Франсиско Орлич Больмарсич                        | 1958 год—1962 год 1962 год—1966 год                                                  |      |
|                               | Куба                                                                                   | Президент          | Освальд Дортикос Торрадо                                               | 1959 год—1976 год                                                                    |      |
| Премьер-министр               | Куба                                                                                   | Фидель Кастро      | 1959 год—2008 год                                                      |                                                                                      |      |
|                               | Мексика                                                                                | Президент          | Адольфо Лопес Матеос                                                   | 1958 год—1964 год                                                                    |      |
|                               | Никарагуа                                                                              | Президент          | Луис Сомоса Дебайле                                                    | 1956 год—1963 год                                                                    |      |
|                               | Панама                                                                                 | Президент          | Роберто Чиари Ремон                                                    | 1949 год, 1960 год—1964 год                                                          |      |
| Флаг Сальвадора               | Сальвадор                                                                              | Президент          | Военно-гражданская директория Эусебио Кордон Сеа Хулио Ривера Карбальо | 1961 год—1962 год 1962 год 1962 год—1967 год                                         |      |
| Флаг США                      | Соединённые Штаты Америки                                                              | Президент          | Джон Фицджералд Кеннеди                                                | 1961 год—1963 год                                                                    |      |
| Флаг Тринидада и Тобаго       | Тринидад и Тобаго Британская колония, получившая статус доминиона 31 августа 1962 года | Королева           | Елизавета II                                                           | 1962 год — 1976 год                                                                  |      |
| Флаг Тринидада и Тобаго       | Тринидад и Тобаго Британская колония, получившая статус доминиона 31 августа 1962 года | Генерал-губернатор | Соломон Хочой                                                          | 1962 год—1972 год                                                                    |      |
| Флаг Тринидада и Тобаго       | Тринидад и Тобаго Британская колония, получившая статус доминиона 31 августа 1962 года | Премьер-министр    | Эрик Уильямс                                                           | 1962 год—1981 год                                                                    |      |
| Флаг Ямайки                   | Ямайка Британская колония, получившая независимость 6 августа 1962 года                | Королева           | Елизавета II                                                           | 1962 год—2022 год                                                                    |      |
| Флаг Ямайки                   | Ямайка Британская колония, получившая независимость 6 августа 1962 года                | Генерал-губернатор | Кеннет Блэкбёрн Клиффорд Кэмпбеллд                                     | 1962 год 1962 год—1973 год                                                           |      |
| Флаг Ямайки                   | Ямайка Британская колония, получившая независимость 6 августа 1962 года                | Премьер-министр    | Александр Бустаманте                                                   | 1962 год—1967 год                                                                    |      |

## Южная Америка
| Флаг            | Страна    | Должность                                           | Имя                                            | Начало и конец срока                                     | Фото |
| --------------- | --------- | --------------------------------------------------- | ---------------------------------------------- | -------------------------------------------------------- | ---- |
| Флаг Аргентины  | Аргентина | Президент                                           | Артуро Фрондиси Хосе Мария Гидо                | 1958 год—1962 год 1962 год—1963 год                      |      |
| Флаг Боливии    | Боливия   | Президент                                           | Виктор Пас Эстенссоро                          | 1952 год—1956 год, 1960 год—1964 год, 1985 год—1989 год  |      |
|                 | Бразилия  | Президент                                           | Жуан Гуларт                                    | 1961 год—1964 год                                        |      |
| Премьер-министр | Бразилия  | Танкреду Невис Франсиску Брошаду да Роша Эрмис Лима | 1961 год—1962 год 1962 год 1962 год—1963 год   |                                                          |      |
|                 | Венесуэла | Президент                                           | Ромуло Бетанкур                                | 1945 год—1948 год, 1959 год—1964 год                     |      |
| Флаг Колумбии   | Колумбия  | Президент                                           | Альберто Льерас Камарго Гильермо Леон Валенсия | (1945 год—1946 год, 1958 год—1962 год) 1962 год—1966 год |      |
|                 | Парагвай  | Президент                                           | Альфредо Стресснер                             | 1954 год—1989 год                                        |      |
| Флаг Перу       | Перу      | Президент                                           | Мануэль Прадо-и-Угартече Рикардо Перес Годой   | (1939 год—1945 год, 1956 год—1962 год) 1962 год—1963 год |      |
| Флаг Перу       | Перу      | Председатель Совета министров                       | Карлос Морейра-и-Пас Сольдан Николас Линдлей   | 1961 год—1962 год 1962 год—1963 год                      |      |
| Флаг Уругвая    | Уругвай   | Президент Национального правительственного совета   | Эдуардо Виктор Аэдо Фаустино Гаррисон          | 1961 год—1962 год 1962 год—1963 год                      |      |
| Флаг Чили       | Чили      | Президент                                           | Хорхе Алессандри Родригес                      | 1958 год—1964 год                                        |      |
| Флаг Эквадора   | Эквадор   | Президент                                           | Карлос Хулио Аросемена Монрой                  | 1961 год—1963 год                                        |      |

## Комментарии
1. ↑  Смещён в ходе военного переворота 2 марта 1962 года, арестован. Освобождён в 1967 году. Скончался в 1989 году в Рангуне.
2. ↑  Военный, генерал-лейтенант, командующий вооружёнными силами и начальник Генерального штаба. 3 марта приостановил действие конституции и распустил парламент. 30 апреля 1962 года Революционный совет опубликовал декларацию «Бирманский путь к социализму».
3. ↑  Смещён в ходе военного переворота 2 марта 1962 года, арестован. Освобождён в 1966 году. Сотрудничал с Революционным советом, но в 1969 году перешёл в оппозицию и эмигрировал. В 1973 году отошёл от политики, приняв сан буддийского монаха. В 1980 году по амнистии вернулся в Бирму, в 1988 году был арестован за антиправительственную деятельность. Освобождён в 1992 году, скончался в 1995 году в Рангуне.
4. ↑  Скончался в Таизе 18 сентября 1962 года в возрасте 71 года.
5. ↑  Сын имама Ахмеда. Наследник престола. Свергнут армией 26 сентября 1962 года, бежал в Саудовскую Аравию, возглавил вооружённую оппозицию, безуспешно пытался вернуть трон в ходе гражданской войны, закончившейся в 1970 году. Скончался в 1996 году в Лондоне, не отказавшись от прав на престол.
6. ↑  Военный, полковник. За участие в попытке переворота 1948 года 7 лет просидел в заключении. К 1962 году — командир полка королевской охраны, лидер подпольной организации «свободные офицеры». С 28 сентября — председатель Совета революционного командования, с 30 октября также президент и верховный главнокомандующий, с 12 декабря 1962 года — маршал ЙАР.
7. ↑  Возглавил правительство национального единства.
8. ↑  После переворота 16 мая 1961 года некоторое время формально сохранил пост президента, однако был смещён 22 марта 1962 года.
9. ↑  Руководитель военного переворота 16 мая 1961 года. Стал исполняющим обязанности президента с марта 1962 года, а также с июля 1961 года по декабрь 1963 года — главой Верховного Совета Национальной Перестройки.
10. ↑  Пост упразднен 1 июля 1962 года.
11. ↑  Мамаду Диа получил вотум недоверия в парламенте и попытался его разогнать. Арестован, обвинён в попытке переворота, приговорён к пожизненному заключению. Пост премьер-министра упразднен 18 декабря 1962 года. Освобождён в 1974 году, занимался политикой и журналистикой. Скончался в 2009 году.
12. ↑  После образования Республики пост упразднён.
13. ↑  Губернатор Уганды с 1961 года.
14. ↑  Сын племенного вождя, работал разнорабочим, клерком, продавцом в Буганде и Кении, заочно получил юридическое образование. С 1960 года лидер партии Народный конгресс Уганды, победившей на выборах 25 апреля 1962 года. С 30 апреля 1962 году глава правительства.
15. ↑  Правительство ушло в отставку 1 марта 1962 года после парламентских выборов.
16. ↑  Правительство отправлено в отставку президентом 14 апреля 1962 года. В дальнейшем занимал министерские посты.
17. ↑  Администратор, педагог и бизнесмен, ближайший сотрудник де Голля, с 1959 года член Конституционного совета.
18. ↑  Отозван 13 сентября 1962 года. До ноября обязанности губернатора исполнял Генри Эрик Бэрроуклоугч. Скончался в 1977 году в Лондоне.
19. ↑  Глава правительства Западного Самоа, зависимой территории Новой Зеландии, с 1959 года.
20. ↑  Смещён в ходе переворота 16 января, осуществлённого военным министром генералом Эччевариа. Арестован вместе с членами Государственного совета.
21. ↑  Юрист, дипломат, политик, занимал министерские посты и пост вице-президента. Назначен президентом членами Государственного совета, в сопровождении танков доставленными в президентский дворец военными.
22. ↑  Председатель Учредительной ассамблеи, временный президент.
23. ↑  Военный, подполковник, участник военных переворотов 1960 и 1961 годов.
24. ↑  Шестилетний срок полномочий истекал 1 мая 1964 года. Смещён в ходе военного переворота 29 марта 1962 года, организованного генерал-лейтенантом Раулем Рогги, адмиралом Агустином Пеньясом и бригадным генералом Кайо Альсиной. Арестован и отправлен на остров Марин-Гарсия. Освобождён в июле 1963 года, продолжил активную политическую деятельность. Скончался в 1995 году.
25. ↑  Президент Сената. Приведён к присяге как временный президент в здании Верховного суда и признан армией.
26. ↑  Шестилетний срок президентских полномочий завершался 28 июля 1962 года. Свергнут в ходе военного переворота 18 июля 1962 года. Эмигрировал, умер в Париже в 1967 году.
27. ↑  Военный, генерал, председатель Комитета начальников штабов перуанской армии. Организатор переворота 18 июля 1962 года.